# Tomasz Traczyński
Tomasz Traczyński (ur. 1966) – polski aktor teatralny i filmowy. W 1990 roku ukończył warszawską PWST. W latach 1991–1992 współpracował z Wrocławskim Teatrem Współczesnym im. Edmunda Wiercińskiego, a w latach 1992–1995 z Teatrem Polskim w Poznaniu.

## Filmografia
- 2018: Dziewczyny ze Lwowa – mężczyzna w restauracji (odc. 31)
- 2018: Przyjaciółki – dyrektor Ratkowski (odc. 136, 139)
- 2018: W rytmie serca – prezes Zakładu Utylizacji Odpadów „Sardix” w Kazimierzu Dolnym (odc. 32)
- 2016: Na sygnale – Edmund (odc. 112)
- 2015–2017: Na dobre i na złe – sędzia (odc. 603), ojciec Jowity (odc. 689, 690)
- 2010–2011: Plebania – Różycki (odc. 1547), szef Mateusza (odc. 1760, 1762)
- 2008: O prawo głosu (spektakl telewizyjny) – Stanisław Radkiewicz
- 2008: Wydział zabójstw – Konrad (odc. 44)
- 2008: Trzeci oficer – sanitariusz w karetce (niewymieniony w czołówce) (odc. 3)[1]
- 2008: Wydział zabójstw
- 2008: Egzamin z życia – policjant (odc. 106)
- 2007: Odwróceni – policjant przesłuchujący blondynkę (odc. 5)
- 2005–2006: Kryminalni – dziennikarz (odc. 15), policjant na Dworcu Centralnym (niewymieniony w czołówce) (odc. 26)[2], policjant z wydziału wewnętrznego (w napisach nazwisko Troczyński) (odc. 57)
- 2003–2014: M jak miłość – Michalski, gość gospodarstwa Małgorzaty (odc. 172, 175), policjant (odc. 425), pacjent (odc. 467), ojciec Karolka (odc. 1096, 1100)
- 2007–2015: Na Wspólnej – lekarz Weroniki i Zuzanny (odc. 885), ojciec Blanki (odc. 2080, 2082, 2087, 2091-2093)
- 1996: Ekstradycja 2 – pracownik UOP-u (rola dubbingowana przez Roberta Tonderę) (odc. 6)
- 1990: Napoleon (odc.1)
- 1990: Korczak
- 1989: Odbicia – student

### Dubbing
- 1989: Mała Syrenka – Konik morski
- 2010: Jak wytresować smoka – Pyskacz
- 2011: Wiedźmin 2: Zabójcy królów – Mocarny Numa
- 2013: Jeźdźcy smoków – Pyskacz
- 2014: Jeźdźcy smoków: Obrońcy Berk – Pyskacz
- 2014: Transformers: Wiek zagłady – Crosshairs